# Союз ТМА-12
Союз ТМА-12 е пилотиран космически кораб от модификацията „Союз ТМА“, полет 16S към МКС, 122-ри полет по програма „Союз“. Чрез него е доставена в орбита седемнадесета основна експедиция и е 41-ви пилотиран полет към „МКС“.

## Екипаж

### При старта

#### Основен
Седемнадесета основна експедиция на МКС
- Сергей Волков (1) – командир
- Олег Кононенко (1) – бординженер-1
- Ли Со Ен* (1) – космонавт-изследовател

#### Дублиращ
- Максим Сураев – командир
- Олег Скрипочка – бординженер-1
- Ко Сан* – космонавт-изследовател

### При кацането
- Сергей Волков – командир
- Олег Кононенко – бординженер-1
- Ричард Гериът – космонавт-изследовател

- Со Ен е прехвърлена от дублиращия в основния екипаж на 10 март 2008 г. заради нарушения в правилата на ползване на документи от космическия център от страна на Ко Сан.

## Най-важното от мисията
Екипажът на Седемнадесета основна експедиция пристига успешно на борда на МКС на 10 април. В екипажа влиза и първият космонавт на Южна Корея Ли Со Ен. След около 10-дневен полет на МКС, тя се завръща на Земята на борда на Союз ТМА-11, заедно с Ю. Маленченко и П. Уитсън от „Експедиция – 16“. Третият член на мисията (Гарет Райсмън) остава на борда до края на юни, когато на свой ред е заменен при полета на мисия STS-124.
По време на полета екипажът на „Експедиция-17“ провежда различни научни изследвания в областта на медицината, физиката, прави наблюдения на Земята, прави две излизания в открития космос и посреща и разтоварва два товарни космически кораба „Прогрес М-64 и М-65“.

### Космически разходки
| № | Участници                    | Начало                | Край                  | Продължителност    |
| - | ---------------------------- | --------------------- | --------------------- | ------------------ |
| 1 | Сергей Волков Олег Кононенко | 10 юли 2008 09:54 UTC | 11 юли 2008 01:06 UTC | 6 часа и 18 минути |
| 2 | Сергей Волков Олег Кононенко | 15 юли 2008 17:08 UTC | 15 юли 2008 23:02 UTC | 5 часа и 54 минути |

На 31 май 2008 г. стартира и два дни по-късно се скачва със станцията совалката „Дискавъри“, мисия STS-124. С нея пристига на борда на МКС Грегъри Шамитоф, който заменя астронавта Гарет Райсмън като бординженер в „Експедиция-17“. Освен това совалката доставя в космоса втората от трите части на модула Кибо.
На 12 октомври е изстрелян, а на 14 октомври се скачва с МКС космическият кораб Союз ТМА-13 с екипажа на „Експедиция-18“. След около десетдневен съвместен полет, екипажът на „Експедиция-17“ се завръща на Земята на 24 октомври на борда на „Союз ТМА-11“, заедно с шестия космически турист – Ричард Гериът.
След завръщането на Волков и Кононенко със „Союз ТМА-12“, третият член на дълговременния екипаж Г. Шамитоф остава в космоса и преминава в състава на „Експедиция-18“. Завръща се с мисия STS-126 на совалката „Индевър“ в края на ноември.

## Факти от мисията
- Екипажът се състои от трима „новобранци“. Последният такъв случай е от 1994 г. с полета на Союз ТМ-19. Изобщо за цялата история на полетите на „Союз“ има само два случая да летят трима „новобранци“. Това са корабите Союз 5 и Союз 7.
- Сергей Волков е син на космонавта Александър Волков. Той е първият космонавт второ поколение. След пристигането на Союз ТМА-13 на МКС през октомври в екипажа е влиза Ричард Гериът, който е син на Оуен Гериът. Той е вторият космонавт второ поколение.
- В екипажа на „Союз ТМА-12“ влиза първата жена-космонавт от Южна Корея. Тя се завръща на борда на Союз ТМА-11, в който влизат Ю. Маленченко и П. Уитсън. Това е първият случай, когато в екипажа на кораб от типа „Союз“ влизат две жени и един мъж.
- Южна Корея е втората страна в света, на която първият гражданин, летял в космоса е жена. Първата е Великобритания.